# Mykietyńce (rejon iwanofrankiwski)
Mykietyńce (ukr. Микитинці, Mykytynci) – wieś na Ukrainie, w obwodzie iwanofrankiwskim, w rejonie iwanofrankiwskim, w hromadzie Iwano-Frankiwsk. W 2001 roku liczyła 3268 mieszkańców.
1 stycznia 1925 część Mykietyniec (cały obszar po zachodniej stronie Bystrzycy Sołotwińskiej) włączono do Stanisławowa